# Jean Ségurel
Jean-Baptiste Ségurel, dit Jean Ségurel, est un accordéoniste, compositeur et chef d'orchestre français né le 13 octobre 1908 à Chaumeil, en Corrèze, et mort d'une crise cardiaque le 29 décembre 1978 dans la même commune.

## Biographie
Jean Ségurel est le fils de paysans corréziens qui, pour améliorer leurs maigres revenus, ont ouvert à Chaumeil un café-auberge. Très jeune, celui que l'on surnomme familièrement « Baptistou » montre des dispositions pour la musique, ayant lui-même confectionné un violon, et en jouant dans la cour de son école pendant la récréation.
Il connaît une grande joie lorsque son père lui donne vingt francs en 1916 pour s'en acheter un vrai à Tulle. Il peut alors utiliser ce dernier pour faire danser les gens du pays dans les bals et foires de la région.
Après l'obtention de son certificat d'études et avant de partir au service militaire en 1927, il est facteur à Chaumeil.
Le jeune « Baptistou » se passionne rapidement pour la musique et découvre avec envie un instrument de musique qui est, à lui-seul, un véritable orchestre : l'accordéon. À son retour du service militaire en 1929, il a décidé ce qu'il veut faire de sa vie : il sera accordéoniste.
Très vite, Jean Ségurel est remarqué par les trois frères Jean, Antoine et Robert Maugein, fabricants d'accordéon diatoniques et chromatiques : ces derniers voient en lui un potentiel, et décident de lui donner une chance de débuter avec un bon instrument. Il entame ainsi une carrière de musicien en allant jouer dans des bals corréziens les jours de foire, puis dans les mariages, mais le plus souvent tout seul, la grosse caisse au pied.
Au début des années 1930, avec deux amis instituteurs, Jean Leymarie et Roger Leyssène, il monte une petite formation qui connait rapidement le succès, Les Troubadours corréziens. Comme les Auvergnats, beaucoup de Corréziens se sont expatriés à Paris durant la décennie 1920-1930. Parmi eux se trouve le couple Gervais et Antonine Goursolas, originaires de Saint-Augustin et fondateurs du groupe folklorique Les Chanteurs et Danseurs limousins de Paris. Ils présentent Jean Ségurel à Martin Cayla, alors pionnier de la diffusion du folklore du Massif central dans la capitale avec la maison de disques Le Soleil (dont il est le fondateur).
Dix fois millionnaire du disque, Jean Ségurel devient l'auteur compositeur de plus de six cents chansons, dont la plus célèbre, la valse Bruyères corréziennes, créée en 1936, lui est inspirée par son parolier Jean Leymarie. Elle traduit une vision toute personnelle de la bruyère particulièrement belle et fleurie sur les flancs des Monédières. Cette chanson a fait le tour du monde et Jean Ségurel en enregistra six versions différentes sur disques tout au long de sa carrière. Elle fit le tour du monde et figure encore parmi les cinquante grands succès de la chanson française.
On remarquera notamment la version datant de 1945 et enregistrée en format disque Extended play avec la maison de disques Odeon. Le pressage du titre se fera à plus de 600 000 exemplaires, un record pour l'époque.
Jean Ségurel est connu également pour avoir créé en 1952 la célèbre course cycliste du Bol d'or des Monédières.
Il est inhumé au cimetière de Chaumeil.

### Vie privée
Il a connu sa femme lors d'un bal qu'il animait à Treignac ; celle-ci fut élue maire de Chaumeil.

### Décoration
- 1968 : nommé chevalier de la Légion d'honneur par le général de Gaulle.

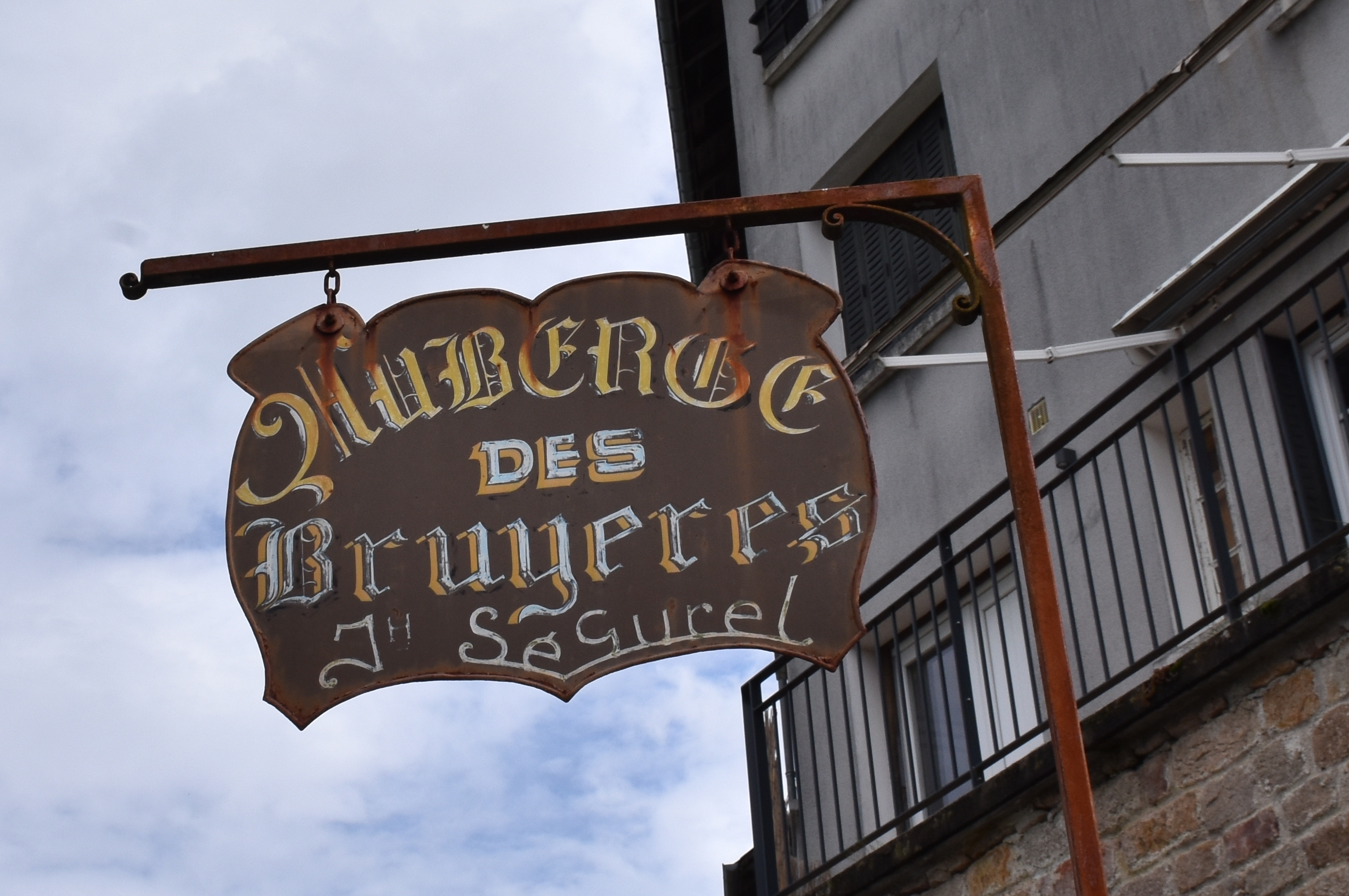
Ancienne Auberge Jean Ségurel.

## Discographie

### Enregistrements publiés au format LP 33
- 1954 : Danses populaires du Massif central ∫ LP 25 cm Odeon OS 1016.
- 1954 : Les danses du massif central ∫ LP 25 cm Odeon OS 1045.
- 1957 : Pot-pourri de bourrées ∫ LP 25 cm Odeon OS 1134.
- 1957 : Un grand bal corrézien ∫ LP 25 cm Odeon OS 1153.
- 1958 : Iberica ∫ LP  Odeon OS 1169.
- 1958 : Paysan mon ami ∫ LP  Odeon OS 1182.
- 1958 : Auvergne et Limousin ∫ LP  Odeon OS 1201.
- 1959 : Autour des Monédières ∫ LP  Odeon OS 1213.
- 1959 : Aubade à la pastourelle ∫ LP  Odeon OS 1222.
- 1959 : Les joyeux troubadours ∫ LP  Odeon OS 1225.
- 1960 : Pour les routiers de France et en particulier de l'Auvergne et du Limousin ∫ LP  Odeon OS 1230.
- 1960 : Bol d'or des Monédières ∫ LP  Odeon OS 1249.
- 1961 : Souvenir du Limousin ∫ LP  Odeon OS 1263.
- 1961 : À travers la Corrèze ∫ LP  Odeon OS 1269.
- 1961 : Évocation d'un mariage en Limousin- Évocation d'un mariage dans le Massif central ∫ LP  Odeon OSX 175.
- 1962 : Fidèle à son village ∫ LP  Odeon OSX 191.
- 1962 : Ça c'est chez nous ∫ LP  Odeon OSX 198.
- 1963 : 2 000 000e disque ∫ LP  Odeon OSX 211.